# Selenops aissus
Espèce
Synonymes
- Selenops confusus Petrunkevitch, 1925
- Selenops timidus Bryant, 1940
- Selenops vexillarius Muma, 1953

Selenops aissus est une espèce d'araignées aranéomorphes de la famille des Selenopidae.

## Distribution
Cette espèce se rencontre à Cuba, aux Bahamas et aux États-Unis en Floride et en Alabama,,.

## Description
Le mâle décrit par Crews en 2011 mesure 7,25 mm et la femelle 10,38 mm.

## Publication originale
- Walckenaer, 1837 : Histoire naturelle des insectes. Aptères. Paris, vol. 1, p. 1-682.